# Pes pesant
Pes pesant és una categoria competitiva de la boxa, i també d'altres esports de combat, que agrupa competidors de pes considerable.
En la boxa professional és la categoria de pes màxim, i inclou tots els boxejadors masculins de més de 201 lliures (91 quilos) i femenins de més de 176 lliures (80 quilos). En la boxa amateur abasta els boxadors que pesen més de 80 quilos (176 lliures) i menys de 91 quilos (201 + lliures). En la boxa professional masculí la categoria immediata anterior és el pes creuer, mentre que en la femenina és el pes semipesant. En la boxa amateur la categoria immediata anterior és el pes semipesant i la immediata superior el pes superpesant.
El pes pesant és una de les vuit categories tradicionals de la boxa: mosca, gall, ploma, lleuger, wèlter, mitjà, semipesant i pesant.
El terme també és utilitzat per designar una categoria d'altres esports de combat com el kickboxing i el taekwondo.

## Història
Com que es tracta d'una categoria sense límit de pes, històricament les condicions per lluitar-hi han estat descrites de manera poc precisa. Per exemple, al segle xix, molts campions del pes pesant no superaven els 77 quilos (170 lliures), mentre que d'altres superaven les 200 lliures (90,7 quilos), que avui són el límit mínim.
Entre els primers campions de pes màxim hi ha Tom Molineaux, que era un esclau, Jack Slack, Jem Belcher, Ben Caunt i Jem Mace.
El primer campió de pes pesant sota les Regles del Marquès de Queensberry va ser John L. Sullivan, conegut com a "El Noi Fort de Boston". Va ser vençut per  Jim Corbett el 7 de setembre de 1892, en 21 rounds.
En els últims anys la titulació s'ha vist fracturada per l'existència de diverses associacions mundials que solen reconèixer com a Campions diferents boxadors. Per això, se sol utilitzar l'expressió "campió indiscutible" per a aquells casos en què totes les associacions reconeixen com a campió el mateix boxador.

## Dones i cadets
En la boxa professional no hi ha diferències entre homes i dones, pel que fa als límits entre les categories, amb l'aclariment que entre les dones no existeix la categoria de pes creuer i, per tant, la categoria màxima, de pes pesant, té un límit inferior, agrupant totes les competidores de pes superior a 175 lliures (79,378 quilos), sense límit de pes.
En la boxa amateur sí que hi ha diferències en els límits de les categories, entre els homes majors d'edat (adults i juniors), respecte de les dones i els cadets (menors d'edat). En el cas de la boxa femenina el límit inferior de la categoria són 75 quilos, i el superior, 81 quilos.

## Campions professionals
Els darrers campions del món de la categoria són:
| Actuals campions del món de pes pesant | Actuals campions del món de pes pesant | Actuals campions del món de pes pesant | Actuals campions del món de pes pesant | Actuals campions del món de pes pesant | Actuals campions del món de pes pesant |
| Associació                             | Des de                                 | Campió                                 | País                                   | Rècord                                 | Defenses                               |
| -------------------------------------- | -------------------------------------- | -------------------------------------- | -------------------------------------- | -------------------------------------- | -------------------------------------- |
| IBF i WBO                              | 23 de febrer, 2008                     | Vladímir Klitxkó                       | Ucraïna                                | 51-3 (45 KO)                           | 7                                      |
| WBC                                    | 10 d'octubre, 2008                     | Vitali Klitxkó                         | Ucraïna                                | 38-2 (37 KO)                           | 4                                      |
| WBA                                    | 7 de novembre, 2009                    | David Haye                             | Anglaterra                             | 23-1 (20 KO)                           | 0                                      |

## Campions amateurs

### Campions olímpics
- estiu de 1904 – Samuel Berger  Estats Units
- estiu de 1908 – Albert Oldman  Regne Unit
- estiu de 1920 – Ronald Rawson  Regne Unit
- estiu de 1924 – Otto von Porat  Noruega
- estiu de 1928 – Arturo Rodríguez  Argentina
- estiu de 1932 – Santiago Lovell  Argentina
- estiu de 1936 – Herbert Runge  Alemanya
- estiu de 1948 – Rafael Iglesias  Argentina
- estiu de 1952 – Ed Sanders  Estats Units
- estiu de 1956 – Pete Rademacher  Estats Units
- estiu de 1960 – Franco De Piccoli  Itàlia
- estiu de 1964 – Joe Frazier  Estats Units
- estiu de 1968 – George Foreman  Estats Units
- estiu de 1972 – Teófilo Stevenson  Cuba
- estiu de 1976 – Teófilo Stevenson  Cuba
- estiu de 1980 – Teófilo Stevenson  Cuba
- estiu de 1984 – Henry Tillman  Estats Units
- estiu de 1988 – Ray Mercer  Estats Units
- estiu de 1992 – Félix Savón  Cuba
- estiu de 1996 – Félix Savón  Cuba
- estiu de 2000 – Félix Savón  Cuba
- estiu de 2004 – Odlanier Solis Fonte  Cuba
- estiu de 2008 – Rakhim Chakhkiev  Rússia